# 穂積美幸
穂積 美幸（ほづみ みゆき、1968年4月24日 - ）は、日本の女優。
神戸市立兵庫商業高等学校卒業。手力プロダクションに業務提携として所属。

## 出演作品

### テレビ
- きらめきワイド（1991年 - 1992年） - レポーター
- ウルトラマンティガ 第11話（1996年） - 釣り人
- 向田邦子終戦特別企画 あさき夢見し（1999年）
- 水曜ミステリー9 刑事長（2013年）

### 映画
- 沈まぬ太陽（2009年）

### ビデオ
- ウルトラセブン 模造された男（1999年） - 秘書

### 舞台
- ジロさんの憂鬱
- パパは誘拐犯
- 駆け込み寺てんまつ記
- まかしときなはれ
- 素晴らしき家族旅行（1999年）

### CM
- シマヤ めんつゆ
- toto BIG

### VP
- 住友製薬

### スチール
- 美しい着物の着付け
- 花嫁

### イベント
- 横浜美容講師会主催「きものショー」